# Manuel Wielandt
Manuel Wielandt (* 20. Dezember 1863 in Löwenstein; † 11. Mai 1922 in München) war ein deutscher Maler.

## Leben

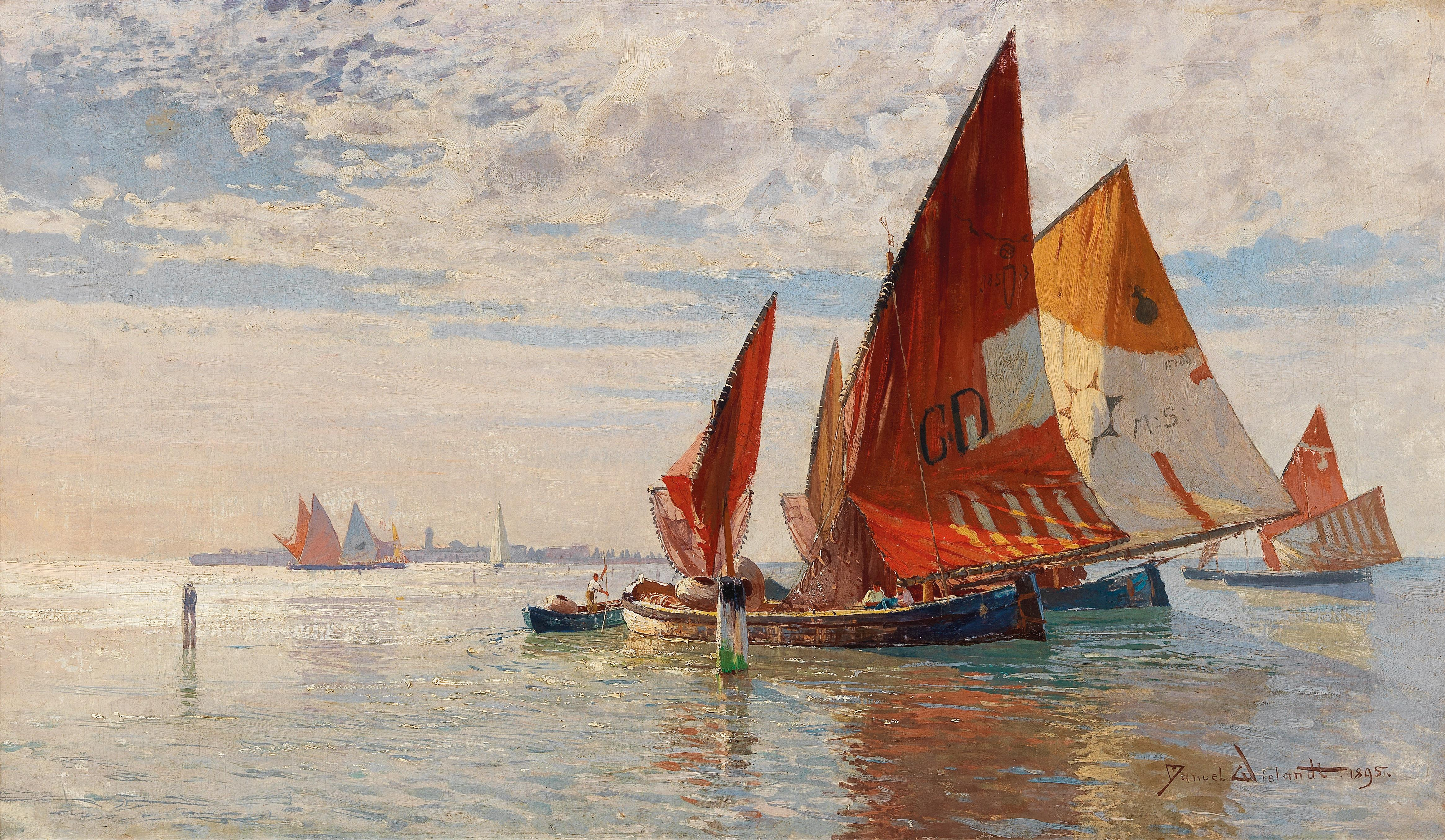
Manuel Wielandt, Fischer in der Lagune von Venedig, 1895, Öl auf Leinwand, 43 × 72 cm

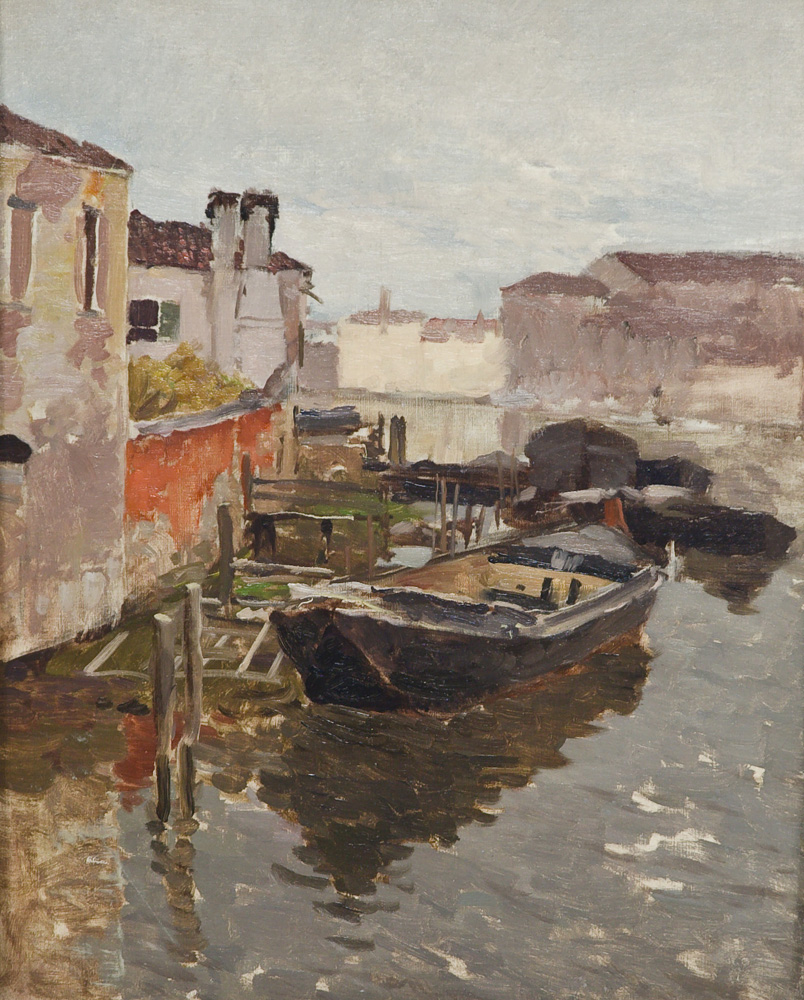
Manuel Wielandt, Boote an der Mole vor südländischer Architektur, Öl auf Karton, 51 × 41 cm

Manuel Wieland studierte zunächst am Polytechnikum Stuttgart und dann an der dortigen Kunstakademie. Im Jahr 1891 wechselte er nach Karlsruhe, besuchte die Neue Kunstschule und dann die Akademie der Bildenden Künste, wo er bei Gustav Schönleber studierte. Im Jahr 1903 übersiedelte Wielandt nach München.
Fast jährlich reiste Wielandt nach Italien. Während diese Reisen vor allem die Sujets seiner Malerei bestimmten, war es Schönleber, der den Malstil beeinflusste. Farbigkeit und lockerer impressionistischer Farbauftrag lassen sich auf den Lehrer zurückführen. Ab 1890 änderte sich das: Thematik und romantische Bildauffassung seiner Werke lassen Arnold Böcklin als Vorbild erkennen. Ab 1905 änderte sich Wielandts Stil erneut. Die Bilder wurden ausschnitthafter, Asymmetrie und Kontur legen eine Nähe zum Jugendstil nahe. Im Spätwerk wurde Wielandt zunehmend expressionistischer. Er war Mitglied des Künstlervereins „Wanderer München“ und der Münchener Secession.
Er wurde am Münchner Waldfriedhof bestattet.

## Auszeichnungen
- 1899 Große Medaille von Nizza[1]
- 1902 Ehrendiplom von Turin[1]